# Thelma Fardin
Thelma Fardin (ur. 24 października 1992 w Bariloche) – argentyńska aktorka.
Thelma Fardin znana jest z telenoweli argentyńskiej Jesteś moim życiem, w której zagrała Laurę Fernández adoptowaną córkę Martina Quesady.

## Filmografia
- 2006: Jesteś moim życiem (Sos mi vida) jako Laura Fernández
- 2007–2008: Patito feo jako Josefina Beltrán
- 2016: Soy Luna (serial) jako Flor